# Minsk Cycling Club/Saison 2015
Dieser Artikel listet Erfolge und Fahrer des Minsk Cycling Clubs in der Saison 2015 auf.

## Erfolge in der UCI Europe Tour
In den Rennen der Saison 2015 der UCI Europe Tour gelangen folgende Erfolge:
| Datum    | Rennen                                      | Kat. | Fahrer             |
| -------- | ------------------------------------------- | ---- | ------------------ |
| 3. Mai   | Grand Prix of Moscow                        | 1.2  | Sjarhej Papok      |
| 6. Mai   | 1. Etappe Five Rings of Moscow              | 2.2  | Sjarhej Papok      |
| 28. Juni | Belarussische Meisterschaft – Straßenrennen | CN   | Andrei Krasilnikau |
| 4. Juli  | Grand Prix Minsk                            | 1.2  | Sjarhej Papok      |

## Erfolge in der UCI Asia Tour
In den Rennen der Saison 2015 der UCI Asia Tour gelangen folgende Erfolge:
| Datum      | Rennen                    | Kat. | Fahrer        |
| ---------- | ------------------------- | ---- | ------------- |
| 9. Oktober | 6. Etappe Tour of China I | 2.1  | Sjarhej Papok |

## Mannschaft
| Name                               | Geburtstag        | Nationalität | Team 2014              |
| ---------------------------------- | ----------------- | ------------ | ---------------------- |
| Stanislau Baschkou                 | 4. November 1991  | Belarus      | Neoprofi               |
| Uladsimir Harachawik               | 21. Januar 1995   | Belarus      | Neoprofi               |
| Anton Iwaschkin                    | 14. April 1996    | Belarus      | Neoprofi               |
| Kanstanzin Klimiankou              | 3. August 1989    | Belarus      | Amore & Vita-Selle SMP |
| Andrei Krasilnikau                 | 25. April 1989    | Belarus      | AVC Aix-en-Provence    |
| Aljaksandr Kuschynski              | 27. Oktober 1979  | Belarus      | Team Katusha           |
| Aljaksandr Lissouski               | 13. November 1985 | Belarus      | Neoprofi               |
| Anton Musytschkin                  | 16. Dezember 1994 | Belarus      | Neoprofi               |
| Pawel Padaljak                     | 19. November 1992 | Belarus      | Neoprofi               |
| Sjarhej Papok                      | 6. Januar 1988    | Belarus      | Rietumu-Delfin         |
| Aljaksej Piaschkun                 | 7. März 1996      | Belarus      | Neoprofi               |
| Andrej Piaschkun                   | 6. Dezember 1992  | Belarus      | Neoprofi               |
| Andrej Sakalou                     | 28. Mai 1993      | Belarus      | Neoprofi               |
| Dmitri Zhynukou (ab 15. September) | 10. Juli 1996     | Belarus      | Neoprofi               |